# Yachiyo (Ibaraki)
Yachiyo (jap. 八千代町 Yachiyo-machi) – miasto w Japonii, na wyspie Honsiu, w prefekturze Ibaraki. Według danych na rok 2020 miejscowość zamieszkiwało 21 026 mieszkańców , a gęstość zaludnienia wyniosła 356,4 os./km².